# Richilde di Bliesgau

Stemma di Metz

Richilde di Bliesgau (Lunéville, 960 circa – 995 circa) è stata una nobildonna francese e signora di Luneville.

## Biografia
Nota anche come Richilde di Metz, era figlia di Folmar I († 995) conte Luneville e Metz, e di Berta di cui non si conoscono gli ascendenti.

## Discendenza
Richilde sposò nel 985 Teodorico I di Lotaringia, conte di Bar e duca di Lotaringia ed ebbero tre figli:
- Federico († 1026), duca di Lorena
- Adalberone († 1006), vescovo di Metz dal 984 al 1005
- Adelaide († dopo il 1032), sposò Valerano I conte d'Arlon